# Manihiki
Manihiki est un atoll des Îles Cook, à 38 km au sud-sud-est de Rakahanga et à 1 195 km au nord de Rarotonga. Ses terres couvrent une superficie d'environ 5,4 km2 auxquels s'ajoute un lagon large de 4 km de diamètre. Celui-ci est cerné d'un quarantaine d'îlots coralliens appelés "motu". La population se concentre sur deux d'entre eux Tauhunu et Tukao. Selon la tradition, l'île aurait été peuplée par des habitants de Rarotonga vers 1500 de notre ère. La langue qui y est parlée est du reste une variante dialectale du rarotongien.
Le premier Européen à évoquer Manihiki fut le capitaine Patrickson, à bord du Good Hope qui serait passé à son large en octobre 1822.
L'île vit aujourd'hui essentiellement de la perliculture, introduite par Tekake William dans les années 1980, après avoir travaillé sur des fermes perlières des Tuamotu.
En février 2009, le maire de Manihiki, Kora Kora, révéla que la crise économique mondiale provoquait une émigration importante de la population vers les pays étrangers (notamment la Nouvelle-Zélande et l'Australie), les denrées essentielles étant devenues trop chères dans l'atoll. À cette date, dit-il, la population de Manihiki était de 280 habitants. En effet, l'atoll connaît une forte décroissance de sa population (elle était encore de 515 habitants en 2001 et de 439 habitants en 2007).

## Personnalités liées
- Niki Rattle, née en 1951 à Manihiki, femme politique et militante féministe, présidente du Parlement des Îles Cook.